# お嬢様は素直になれない
『お嬢様は素直になれない』（おじょうさまはすなおになれない）は、2017年6月23日に株式会社ウィルの男性向けブランドであるensemble（アンサンブル）から発売された18禁美少女アドベンチャーゲーム。『ギャップ萌え』をテーマとする。2018年3月30日にはファンディスク『お嬢様は素直になれない〜大好きをキミだけに〜』が発売された。

## システム
本作は、マウスクリックなどでテキストを読み進めていくオーソドックスな恋愛アドベンチャーゲームである。いわゆる攻略ヒロインは5人。

## あらすじ
主人公である近衛総一は対象を護衛する職業である“ガード”の母親からの依頼で彼女の仕事を支援するためにかつて名門の女学園だった嶺峰学園に転入する。徐々に周囲の少女達と親しくなり、彼女達の意外な一面を目の当たりにすることになる。

## 登場人物
近衛 総一（このえ そういち）
声 - なし
主人公。嶺峰学園の2年に転入する。
緋神 久遠（ひかみ くおん）
声 - 柳ひとみ
嶺峰学園の2年生。文武両道の優等生で財閥の令嬢でもある総一のクラスメイト。恵まれた環境にいながらも、それを鼻にかけない人柄。
柊木 恵梨香（ひいらぎ えりか）
声 - 遥そら
嶺峰学園の2年生。学園祭に向け、張り切る学生会長。端正な容姿や落ち着きのある雰囲気の持ち主。
壬生 なつき（みぶ なつき）
声 - 橘まお
嶺峰学園の2年生。総一や六花との幼馴染でもある。
神宮寺 美紅（じんぐうじ みく）
声 - 風音
嶺峰学園の3年生。相手を煙に巻くのが得意でわりと謎の多い先輩。
近衛 六花（このえ りっか）
声 - 小鳥居夕花
嶺峰学園1年に転入。 総一の義理の妹で学術方面で非凡な才がある。
支倉 若葉（はせくら わかば）
声 - 清水浅葱
恵梨香の友人であり、学生会の副会長。面倒見が良い。
近衛 薫（このえ かおる）
声 - かわしまりの
総一と六花の母親で、嶺峰学園では表向きは教員として働き瑠衣と久遠の身辺護衛を務める。
緋神 瑠衣（ひかみ るい）
声 - 海原エレナ
久遠の姉で、嶺峰学園の学園長。

## スタッフ
- キャラクターデザイン - 鳴瀬ひろふみ、町村こもり、八島タカヒロ、の歯、武藤此史
- シナリオ - 水瀬拓未、甲二
- 音楽 - ミリオンバンブー

## 反響

### 売り上げ
お嬢様は素直になれない
本作は発売月（2017年6月）の売り上げにおいて、Getchu.comの集計では4位を記録した。発売年（2017年）においては、Getchu.comの集計では44位、アダルトゲーム月刊誌『BugBug』の集計では上位20位の圏外であった。
大好きをキミだけに
ファンディスクの『大好きをキミだけに』は、その発売月（2018年3月）の売り上げにおいて、Getchu.comの集計では10位を記録した。発売年（2018年）においては、Getchu.comの集計で上位50位の圏外、『BugBug』の集計では上位10位の圏外であった。

### 人気投票
| 部門名       | Getchu.com | BugBug    | アワード  |
| ------------ | ---------- | --------- | --------- |
| 総合         | 圏外/20位  | 圏外/20位 | 圏外/50位 |
| シナリオ     | 圏外/10位  | 圏外/20位 | 部門なし  |
| グラフィック | 圏外/10位  | 部門なし  | 部門なし  |
| 音楽         | 圏外/10位  | 圏外/20位 | 部門なし  |
| システム     | 圏外/10位  | 圏外/20位 | 部門なし  |
| ヴォイス     | 部門なし   | 圏外/20位 | 部門なし  |
| ムービー     | 圏外/10位  | 部門なし  | 部門なし  |
| エッチ       | 圏外/10位  | 圏外/20位 | 部門なし  |
| キャラクター | 0人/20位   | 0人/20位  | 部門なし  |

お嬢様は素直になれない
本作は発売月（2017年6月）のユーザー人気投票において、Getchu.comの8位を獲得した。発売年（2017年）の人気投票においては、Getchu.comでは全部門で圏外、『BugBug』では全部門で圏外、萌えゲーアワードでは上位50位の圏外であった（表：「2017年の美少女ゲーム人気投票における本作の位置」に一覧を示す。）。
大好きをキミだけに
ファンディスクの『大好きをキミだけに』は、その発売月（2018年3月）のユーザー人気投票において、Getchu.comの上位10位の圏外であった。発売年（2018年）の人気投票においては、Getchu.comでは全部門で圏外、『BugBug』では全部門で圏外、萌えゲーアワードでは上位50位の圏外であった（一覧表は省略する。）。